# Exochus mesodon
Exochus mesodon là một loài tò vò trong họ Ichneumonidae.